# Mozárbez
Mozárbez es un municipio y localidad española de la provincia de Salamanca, en la comunidad autónoma de Castilla y León. Se integra dentro de la comarca del Campo de Salamanca (Campo Charro). Pertenece al partido judicial de Salamanca.
Su término municipal está formado por las localidades de Alizaces, Cilleros el Hondo, La Dehesilla, Montellano, Mozárbez, San Cristóbal de Monte Agudo, Santo Tomé de Rozados, Turra y Ventorro de la Paloma, además de por los despoblados de Allende del Camino, Ariseos, Minas de Prado Viejo y Torrecilla, ocupa una superficie total de 44,85 km² y según el INE, en el año 2017 contaba con 493 habitantes.

## Toponimia
El lugar puede aparecer referido con las grafías «Mozárbez» y «Mozárvez».

## Geografía
Integrado en la comarca de Campo de Salamanca, se sitúa a 13 kilómetros de la capital provincial. El término municipal está atravesado por la Autovía Ruta de la Plata (A-66), por la carretera nacional N-630, entre los pK 352 y 358, y por la carretera autonómica CL-512 (Salamanca-Vecinos), además de por carreteras locales que permiten la comunicación con Miranda de Azán, San Pedro de Rozados, Morille y Buenavista. 
El relieve del municipio está definido por la meseta típica del Campo Charro, por la que discurre el arroyo del Zurguén. La altitud oscila entre los 1000 metros en el extremo suoriental, en el límite con Martinamor, y los 840 metros a orillas del arroyo del Zurguén, en el límite con Miranda de Azán. El pueblo se alza a 871 metros sobre el nivel del mar. 
Del Diccionario Geográfico de España, Tomo 12, editado en 1960, quizá el dato más curioso sea el relativo a la red fluvial del término municipal de Mozárbez, constituido por un suave vallecillo, en su parte central, al que confluyen perpendicularmente los que con justicia no merecen otro apelativo que el de regatos. Así, añade el Diccionario Geográfico de España, bañan el término municipal cuatro arroyos temporales, que confluyen próximos al pueblo. El principal es el del Monte, que, a juzgar por otras descripciones y por los mapas de la zona, constituye el origen –o uno de los orígenes- del Zurguén, que tiene la consideración de subafluente del Tormes, frente a la ciudad de Salamanca.
| Noroeste: Aldeatejada          | Norte: Miranda de Azán y Arapiles | Nordeste: Terradillos            |
| Oeste: San Pedro de Rozados    |                                   | Este: Terradillos y Valdemierque |
| Suroeste: San Pedro de Rozados | Sur: Morille y Buenavista         | Sureste: Martinamor              |

## Historia

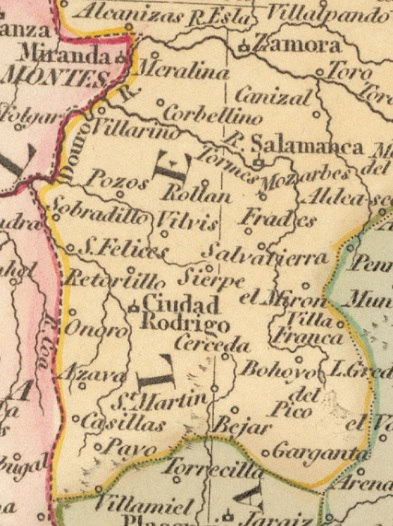
Detalle del mapa "Spain and Portugal", realizado por Froggett en 1808, en que puede observarse Mozarbes.

Sobre los primeros vestigios de presencia humana en el municipio tendría especial significación la cuesta Utrera, donde, según el arqueólogo César Morán, existió con toda probabilidad un antiguo castro ibérico y posteriormente una ermita, de la que procedería una virgen, de estilo románico, que se guardaba hasta mediados del siglo XX en una dependencia de la iglesia parroquial.
En todo caso, la fundación de Mozárbez como localidad se encuadra dentro del proceso de repoblación emprendido en la Edad Media por los reyes de León, quedando integrado en el cuarto de Peña del Rey de la jurisdicción de Salamanca, dentro del Reino de León, denominándose entonces Moçaraves. En cuanto a las pedanías del municipio en el siglo XIII ya existía Alizazes (Alizaces) y Sancto Thome de Roçados (Santo Tomé de Rozados). En cuanto al nombre de Mozárbez se deriva de haber sido repoblado con mozárabes. Con la creación de las actuales provincias en 1833, Mozárbez quedó encuadrado en la provincia de Salamanca, dentro de la Región Leonesa.
En el siglo XIX, Mozárbez aparece descrito tanto en el Tomo VI del Diccionario geográfico-estadístico de España y Portugal de Sebastián Miñano (en 1826), como en el undécimo volumen del Diccionario geográfico-estadístico-histórico de España y sus posesiones de Ultramar de Pascual Madoz (1845), que recogían una población de 216 y 241 habitantes respectivamente para la localidad.

## Geografía humana

### Demografía
| Gráfica de evolución demográfica de Cilleros el Hondo entre 1842 y 1970 |
| |
| Población de derecho según los censos de población del INE. Población de hecho según los censos de población del INEEntre el censo de 1981 y el anterior, este municipio desaparece porque se agrupa en el municipio 37209 (Mozárbez) |

Cuenta con una población de 510 habitantes (INE 2024).
| Gráfica de evolución demográfica de Mozárbez entre 1842 y 2021 |
| |
| Población de derecho según los censos de población del INE Población de hecho según los censos de población del INEEntre el censo de 1981 y el anterior, crece el término del municipio porque incorpora a 37105 (Cilleros el Hondo) |

### Núcleos de población
El municipio se divide en varios núcleos de población, que poseían la siguiente población en 2017 según el INE.
| Núcleo de población          | Población |
| ---------------------------- | --------- |
| Mozárbez                     | 420       |
| Alizaces                     | 28        |
| Turra                        | 12        |
| Ventorro de la Paloma        | 10        |
| Cilleros el Hondo            | 7         |
| Santo Tomé de Rozados        | 6         |
| Montellano                   | 5         |
| La Dehesilla                 | 3         |
| San Cristóbal de Monte Agudo | 2         |
| Allende del Camino           | 0         |
| Ariseos                      | 0         |
| Minas de Prado Viejo         | 0         |
| Torrecilla                   | 0         |

### Economía

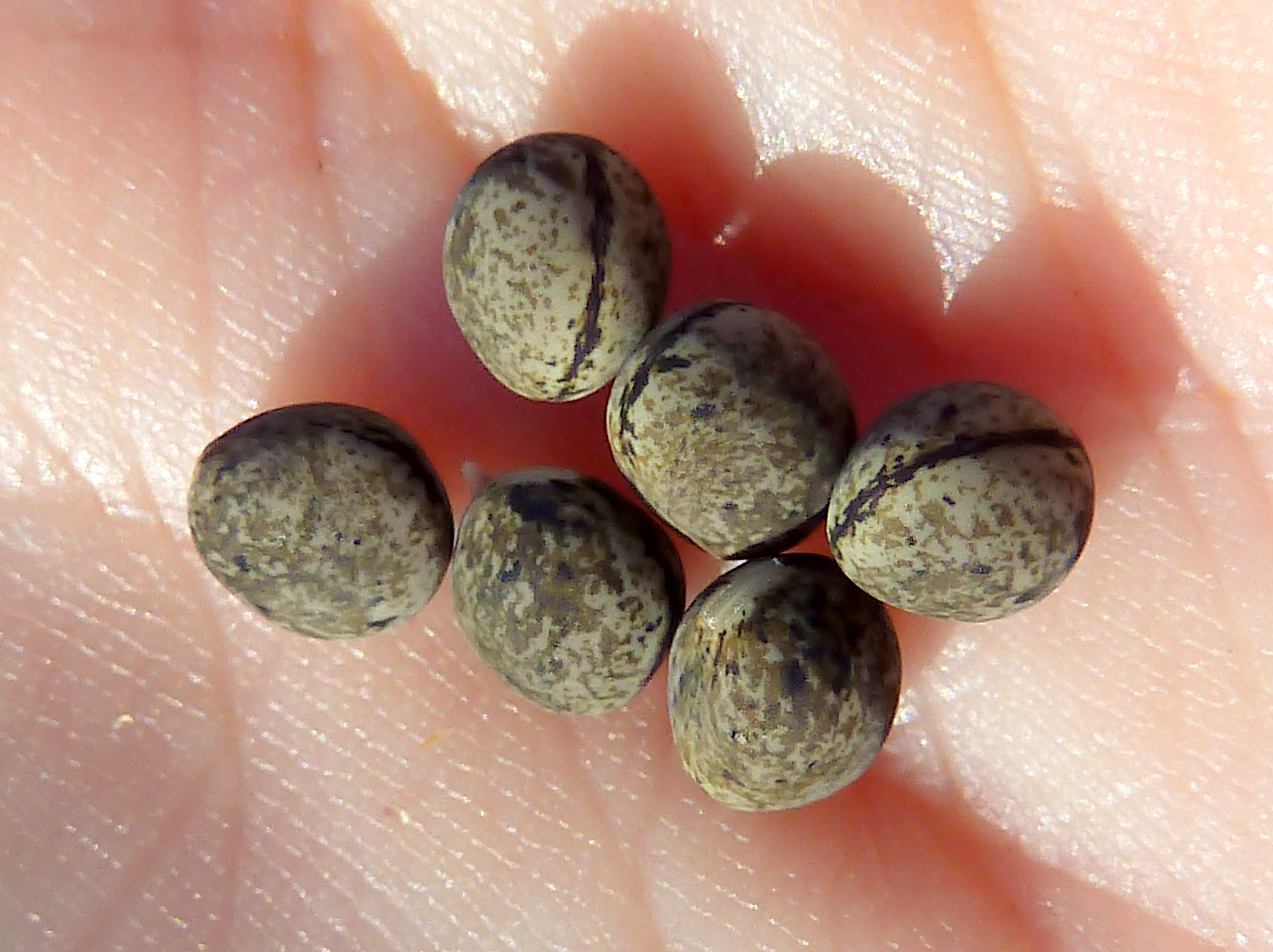
Algarrobas

El pueblo era principalmente agricultor y ganadero, aunque también tenía bastante significación económica y relieve exterior el gremio de lecheros; que tradicionalmente recogían la leche de las cabriadas estantes en las dehesas periféricas;  que luego crearon importantes vaquerías de suizas estabuladas; y que iban a vender la leche, casa por casa, a Salamanca. Entre los productos agrícolas, destacaban el trigo y la cebada, aunque también tenían su importancia las algarrobas –destinadas a la alimentación del ganado bovino- y el centeno. Complementariamente, cada agricultor sembraba y recolectaba patatas y garbanzos –la base principal de la alimentación humana-, para el consumo propio; existiendo, además, en las inmediaciones del pueblo, algunos huertos familiares, en los que se obtenían productos alimenticios, también de carácter complementario, para consumo familiar. Como se ve, el carácter de autarquía y autosuficiencia de las producciones agrícolas –también de las ganaderas- era una nota característica preponderante de la economía local.
El Melonar
No podemos olvidar, en el mismo orden de cosas, la existencia de un cultivo de primavera-verano tan interesante como los melonares, en los que se cosechaban, no sólo melones como parece sugerir su nombre, sino también sandías y calabazas, éstas importantes como ingrediente fundamental de los farinatos que se hacían en las matanzas familiares. En los meses de calor, era muy agradecido el disfrute de las refrescantes sandías, -a media mañana- y de los sabrosos melones, aunque la cosecha de éstos, convenientemente conservados, podía abastecer de fruta hasta bien entrado el invierno. Por ello, la siembra del melonar había exigido la implantación, como mecanismo de recordación, de una especie de refrán, por medio el cual  se advertía que por San Gregorio –cuya onomástica parece que coincidía con el 8 o el 9 de mayo-, la pipa en el hoyo.
Ganadería
En el ámbito de la ganadería, una institución popular era el Corral  de Concejo, situados a las afueras, en la parte más alta del pueblo; y adonde cada mañana llevaban los vecinos sus cabras y sus cerdos, que, desde allí, recorrían los barbechos o rastrojos, apacentados, respectivamente, por el cabrero y el porquero comunales.
Las Ovejas

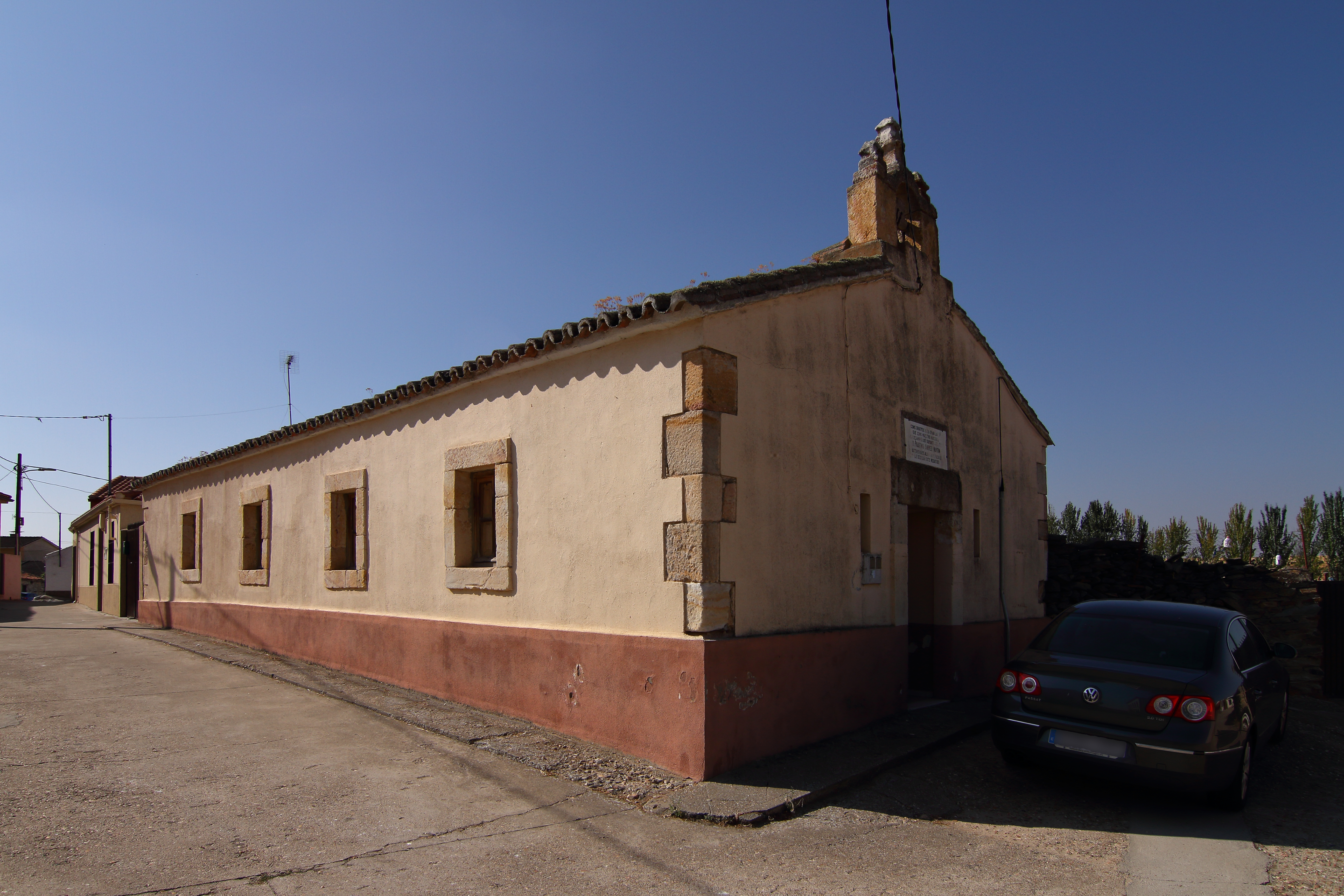
Antiguas escuelas.

También existía en el pueblo una piara, más importante y numerosa, de ovejas, pertenecientes a los agricultores en número proporcional a la extensión total de las parcelas que cada uno cultivaba, y que pacían, durante todo el año, por el término municipal, cuidadas por un pastor, igualmente comunal. El ovino era un ganado muy bien adaptado a la topografía y a la climatología del municipio, y era muy productivo, porque las ovejas daban buenos corderos y abundante y -en aquellos tiempos- valiosa lana. 
Las Pizarras
En tiempos históricos, debieron tener cierta importancia las canteras de pizarra  gris verdosa de Mozárbez, de las que quedaban, en numerosos hoyos contiguos, abundantes restos de pizarras menudas en dos áreas  bastante extensas a las afueras del pueblo, una entre los caminos de Calvarrasa de Arriba y de Arapiles; y la otra a la derecha del camino de Miranda de Azán. Se creía saber -y se presumía- de que algunos espacios de la plaza Mayor y de la catedral nueva de Salamanca estaban pavimentados con pizarras de las canteras de Mozárbez. Y que el laboreo de la piedra tenía tradición en el municipio lo demuestra el hecho de que todavía en los años treinta-cincuenta del siglo XX vivía en el pueblo un anciano apodado el cantero. Es curioso que, tiempos después de la explotación de las canteras sitas a la vera del camino de Miranda de Azán, pero todavía en tiempos históricos, dichas canteras fueron convertidas en una viña, en la que, en aquellos años, solamente algunas vides reverdecían en primavera y verano; y espontáneamente producían, aunque escuálidos, algunos racimillos de uvas.
Y no menos curioso es el hecho de que en dichas canteras, por aquellos años, quedaban en pie solamente tres o cuatro encinas, seguramente como testigos de la ancestral y primitiva ocupación de aquel  terreno; y, desde entonces, al cabo de sesenta o setenta años. la naturaleza, volviendo  por sus fueros, ha realizado el milagro de convertir el espacio en un espléndido y bien poblado encinar. En realidad, todo el pueblo se asienta sobre un pizarral; y, alrededor del cincuenta por ciento del término municipal exhibe, o apenas oculta, la pizarra a flor de tierra. Y una especie de plaza existente en el centro del pueblo, que era llamada El Toral, exhibía peñas de pizarra, sin tapujo alguno. Obviamente, tanto las casas del pueblo y las tapias de los corrales, así como las cercas de los prados, están construidas a base de pizarra; todo lo cual justifica por sí mismo el hecho de la existencia y explotación de las canteras de pizarra, sin que pueda tener base la hipótesis de que Mozárbez, históricamente, pudo ser simplemente un pueblo de picapedreros.
Las Aguas

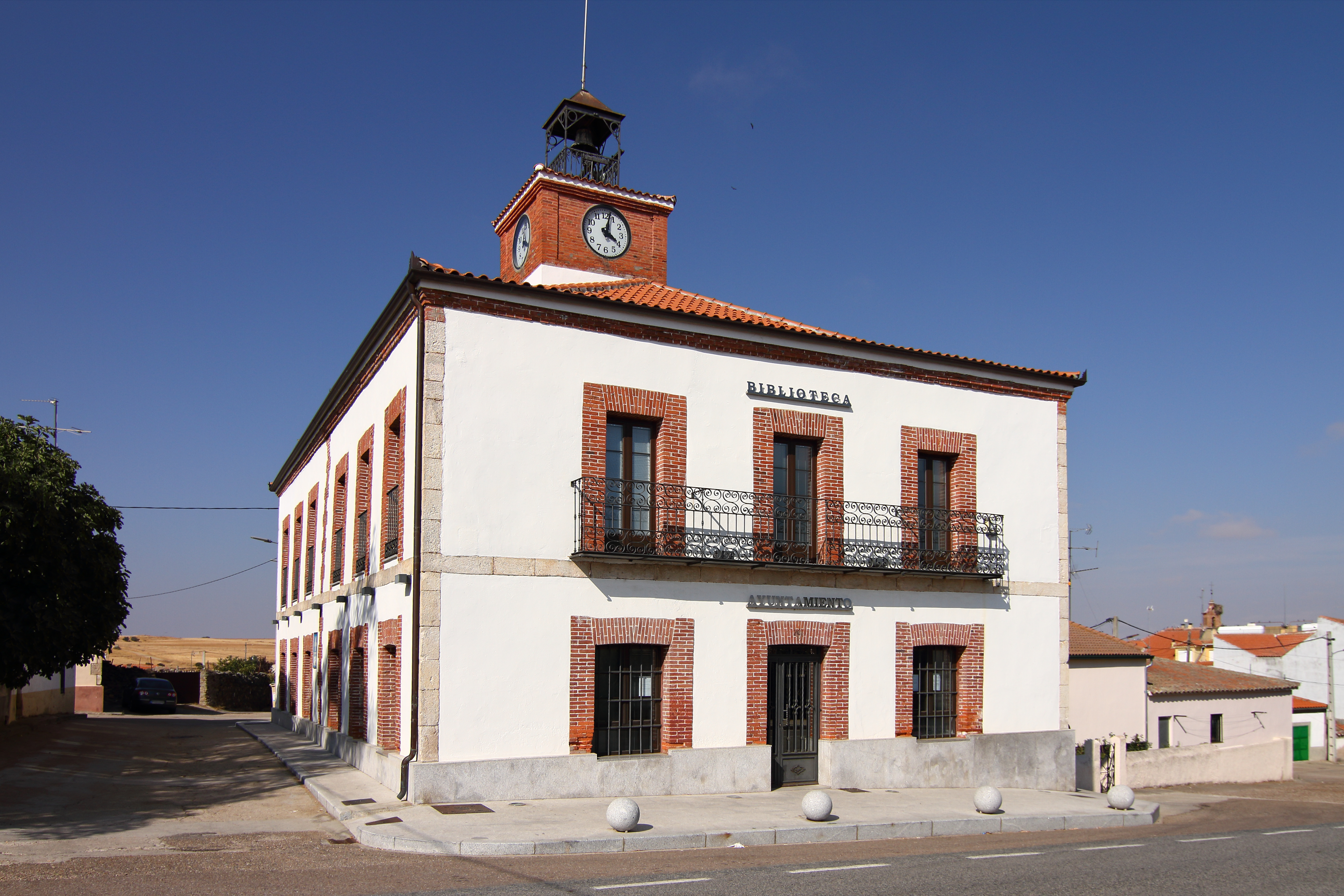
Casa consistorial.

El término municipal, seguramente como consecuencia de su altitud y de su basamento pizarrero, es bastante escaso de agua. Y el abastecimiento tradicional de agua potable se obtenía, precariamente, de un pozo, llamado popularmente la fuente, situado a la salida del pueblo por el camino que dirige a Torrecilla,  Aldeanueva y el Vallegrande.
La zona en que se encontraba  la fuente era escasamente limpia –pues era paso de ganados- y se supone que tradicionalmente debieron producirse contaminaciones del agua de “la fuente”, que darían lugar a epidemias de fiebres tifoideas o similares de efectos mórbiles e incluso letales. Por ello, la gente de Mozárbez era asombrosamente reacia a beber agua; e incluso en pleno verano había personas que ni siquiera la probaban; sustituyéndola por la ingesta abundante de vino, aunque no se tratara de personas realmente alcoholizadas. Es este un fenómeno que a veces nos hemos sentido inclinados a calificar como hidrofobia cultural.

## Antropología
El melonar tenía además trascendencia cultural, porque de él surgían derivaciones lingüísticas que enriquecían el dialecto local:
-Cuando las mujeres –las mozas- rechazaban las aspiraciones amorosas de sus pretendientes, se decía que les daban calabazas;
-A las personas bobaliconas se las llamaba sandios o sandías;
-Y a las gentes testarudas, que no daban su brazo a torcer, en sus discusiones o pretensiones, o que, como también se decía, no se apeaban del burro, se les llamaba melones o melonas.
Pero, en el elenco de insultos, también se contaba con el adjetivo despectivo de cazurros. Y se zahería con el vocablo Babieca, lógicamente a los que estaban en Babia o se chupaban el dedo; aunque no es muy seguro que los usuarios de tal piropo tuvieran ni remota idea de la existencia real de Babia en León, ni tampoco de que la palabra Babieca hubiera tenido el honor de dar nombre al caballo del Cid.  
Lógicamente, el arraigo del ganado ovino en la cultura popular, aparecía, entre otras, en forma de refrán, aplicable a quienes resultaban frustrados en sus pretensiones –sobre todo si no eran muy correctas o adecuadas-, respecto a los cuales se decía que habían ido por lana y salido trasquilados.
Por cierto que, en la cultura y en el lenguaje popular, sobre todo en materias relacionadas con el sexo, se daba una tajante e insalvable separación entre lo relativo a la especie humana y lo referente a las especies animales. No tenían nada en común. Así, por ejemplo, las mujeres nunca parían y las ovejas o las vacas nunca daban a luz; y no existía denominación alguna para el acto sexual humano, que era culturalmente inexistente, mientras que había varias denominaciones para las cópulas de los demás mamíferos. Tal separación de estratos incomunicados parece ser la causa de que no se haya generalizado en el castellano la aplicación a los humanos de un verbo reflexivo tan certero y expresivo como el de amorecerse, que incorpora la palabra amor y que, en cambio, se utilizaba, para aludir a las ovejas en la época en que, generalizadamente, entraban en celo: Se amorecían
El término municipal criaba alacranes –sinónimo de escorpiones-, que en el habla local llamábamos arranclanes, cuya existencia daba lugar a una pequeña peculiaridad cultural, que consistía en la técnica  relativa a la necesidad de levantar cuidadosamente las pequeñas piedras del suelo, debajo de las cuales podría cobijarse alguno de dichos artrópodos. La técnica consistía en levantar las piedras sin introducir los dedos de la mano por debajo de las mismas, que era la manera de evitar la desagradable sorpresa de poner los dedos a merced del aguijón, a través del cual el alacrán, en una especie de automatismo, descargaba su esférico recipiente de terrible veneno, con desagradables y posiblemente trágicas consecuencias. Debía existir mucha experiencia colectiva tradicional sobre tales eventos, porque la técnica preventiva se enseñaba y se advertía reiterativa e insistentemente a los niños de Mozárbez
Como consecuencia de la exigüidad de las aguas –que daba lugar a la escasez de árboles ya apuntada y a la pobreza de las producciones hortícolas-, en primavera, cuando andábamos por el campo, a veces comíamos hojas de acederas, las cuales –como expresivamente indica el nombre de la planta- eran jugosamente ácidas; pues, aunque vivíamos en el campo, eran años de posguerra y racionamiento, y estábamos escasos y ansiosos de frutas y verduras. Sin embargo, la ingesta de acederas debía tener sus peligros, por lo que había que tomarlas con mucha prudencia, pues deberían haberse producido, a lo largo del tiempo, incidentes gástricos desagradables, como demuestra el hecho de que habían dejado, como recuerdo y advertencia, dos refranes avisadores, refundidos en uno: Acederas en abril, calenturas pa morir; y Acederas en mayo, calenturas pa  to el año.
Aparte de refranes o vocablos castizos, de utilización cotidiana, algunos usos y costumbres, con salsa y sabor especiales, mantenían cierta vigencia, aunque, en la medida en que eran expresivos del buen humor local, estaban amortiguados por el peso –o pesadumbre- de la Guerra y la posguerra civil. Ya eran poco frecuentes las cencerradas, malos tratos y bromas estilo Miguel Gila, con que se festejaba a los viudos que tenían el atrevimiento de volver a cometer matrimonio. Pero estaba vigente la inclinación a sacar cantares a las personas que cometían equivocaciones o actos desviados de los usos o normas habituales en el contexto local, aunque no constituyeran infracciones graves.

## Administración y política
| Partido político                         | 2019  | 2019  | 2019       | 2015  | 2015  | 2015       | 2011  | 2011  | 2011       | 2007  | 2007  | 2007       | 2003  | 2003  | 2003       |
| Partido político                         | %     | Votos | Concejales | %     | Votos | Concejales | %     | Votos | Concejales | %     | Votos | Concejales | %     | Votos | Concejales |
| Partido Socialista Obrero Español (PSOE) | 83,86 | 265   | 6          | 80,94 | 242   | 6          | 65,83 | 210   | 5          | 34,25 | 100   | 2          | 70,17 | 207   | 5          |
| Partido Popular (PP)                     | 13,92 | 44    | 1          | 16,72 | 50    | 1          | 31,35 | 100   | 2          | 37,72 | 110   | 3          | 28,47 | 84    | 2          |
| Unión del Pueblo Salmantino (UPSa)       | —     | —     | —          | —     | —     | —          | —     | —     | —          | 27,74 | 81    | 2          | —     | —     | —          |

## Monumentos

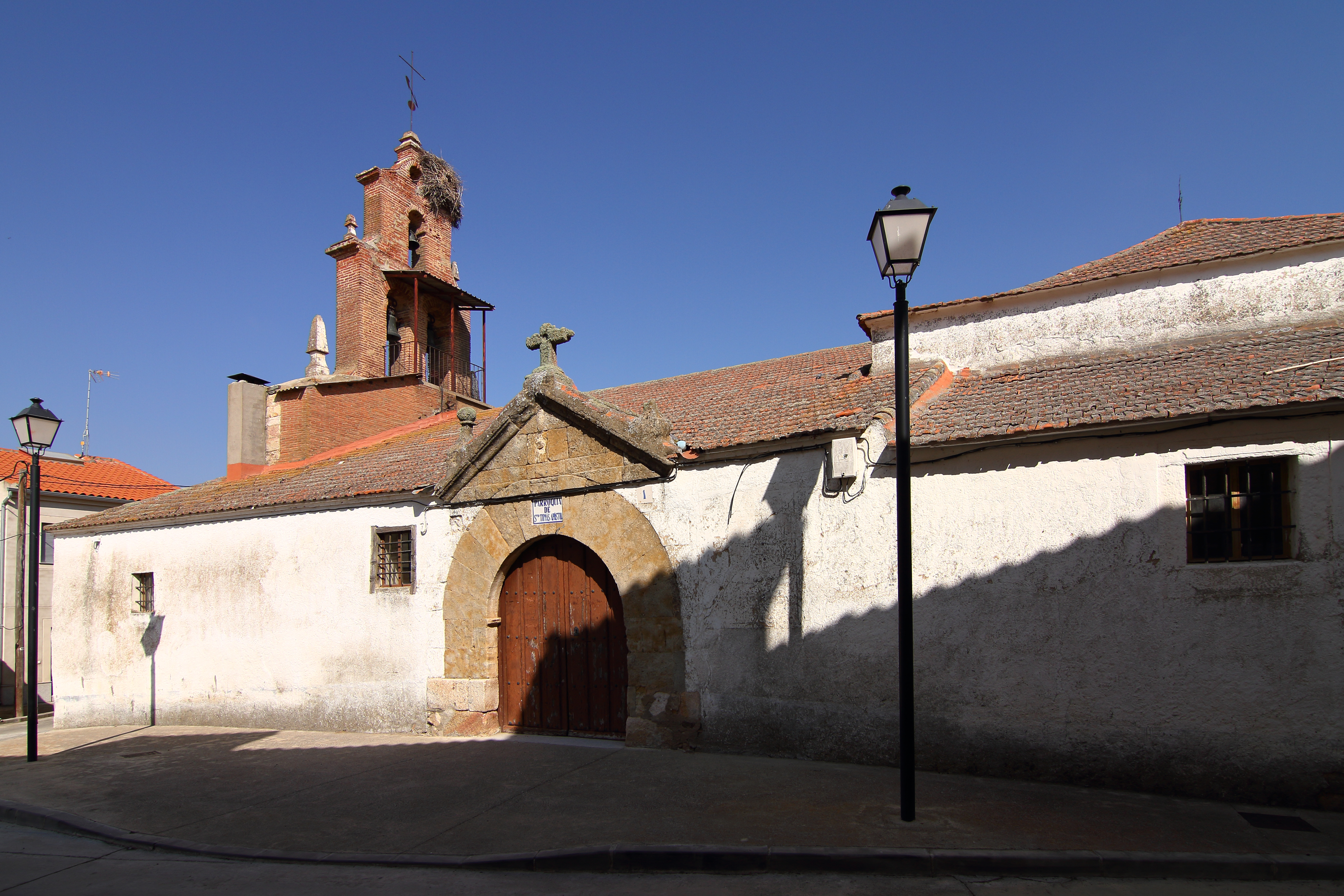
Iglesia de Santo Tomás Apóstol

- Iglesia de Santo Tomás Apóstol. Construida en piedra, su fecha de construcción data del siglo XVIII. Su carácter arquitectónico está definido como de gran simpleza de formas y peculiar mezcla de materiales (piedra, ladrillo y enfoscado), y su fachada en mampostería y enfoscado, con un peculiar arco de acceso rematado con pequeña espadaña adornada.
- Ayuntamiento y Torre del Reloj. La construcción de la actual casa consistorial de Mozárbez y la simultánea instalación del reloj emplazado en el torreón que se eleva sobre la parte central del edificio se concluyó en el año 1903.

## Transportes
Mozárbez se encuentra muy bien comunicado por carretera, al ser atravesado por la N-630 que une Gijón con Sevilla y permite dirigirse tanto a Zamora y el norte peninsular como a la capital provincial y el sur del país. También cuenta con una salida de la autovía Ruta de la Plata, de idéntico recorrido que la nacional y construida de forma más reciente, lo que mejoró los tiempos de comunicación de forma sustancial.
No existen comunicaciones de autobús regulares ni servicios ferroviarios y el aeropuerto más cercano es el aeropuerto de Salamanca, a 28 km de distancia.

## Fiestas
El 3 de febrero Mozárbez celebra las fiestas de San Blas. Comienzan la víspera, el día 2 de febrero, con “Las Candelas”, saliendo el día 3 San Blas en procesión por las calles del pueblo para después de la Santa Misa repartir las típicas gargantillas, finalizando las fiestas el día 4 con la celebración de "San Blasito".